# Crassula depressa
Crassula depressa (лат.) — вид растений рода Толстянка (Crassula) семейства Толстянковые (Crassulaceae), естественно произрастающий на территории Капской провинции Южно-Африканской Республики.

## Ботаническое описание
Однолетние растения характеризуются раскидистыми проволочными ветвями высотой до 5 см, обычно сильно разветвленными. Листья имеют форму от обратноланцетных до эллиптических, размерами 4-10(-15) х 2-5 мм, их концы могут быть тупо-острыми или тупыми. Листья дорзивентрально уплощены, слегка цимбивидные, голые, мясистые и зеленые.
Соцветие представляет собой тирс с небольшим количеством дихазий. Чашечка состоит из долей, которые широкотреугольные, примерно 1,5 мм в длину, тупые, голые, мясистые и зеленые. Венчик трубчато-воронковидный, сросшийся у основания на примерно 1,5 мм, окрашен в белый цвет, часто с розовым оттенком; доли венчика продолговато-эллиптические, 3-4 мм в длину, острые или тупые, прямые или слегка загнутые назад в верхней части. Тычинки с желтыми пыльниками. Чешуи продолговато-обратноланцетные, размером 0,8-1 х примерно 0,2 мм, от усеченных до округлых, постепенно и слегка суженных книзу, слегка мясистые и белого цвета. Стили тонкие, с терминальным рыльцем. Семена, в количестве 14-16, освобождаются через апикальную пору листовки. 

## Распространение и экология
Обитает в южной Капской провинции между Каледоном и дикой местностью. Распространен в районе Бредасдорп — Найсна.
Обычно встречается на песчаных почвах, часто на открытых участках в близи прибрежных растений финбоса. Характерными местами обитания являются песчаные прибрежные равнины.

## Таксономия
Crassula depressa (Eckl. & Zeyh.) Toelken, первое упоминание в Contr. Bolus Herb. 8: 153 (1977).

### Синонимы
Гомотипные (основанные на одном и том же номенклатурном типе):
- Crassula ecklonii D.Dietr.
- Grammanthes depressa Eckl. & Zeyh.
- Vauanthes depressa (Eckl. & Zeyh.) V.V.Byalt